# 鄭永禧
鄭永禧（1866年—1931年），清末民初政治人物。浙江西安縣（今屬衢州市）人。
祖籍福建，先祖为避耿精忠之乱，迁至浙江。光緒二十三年（1897年）丁酉科浙江鄉試第一名舉人（解元）。民国六年（1918年）任湖北恩施县知事，补刊同治版《恩施县志》，并就订正讹误，撰成《施州考古录》一书。

### 書目
- （清）法式善等，《清秘述聞三種》，中華書局，清代史料筆記叢刊，ISBN：ISBN 7101017428。